# Mathieu Lanes
Mathieu Lanes, né en 1660 à Toulouse, où il est mort en 1725, est un claveciniste, organiste et compositeur français.

## Biographie
On ne sait pratiquement rien de lui, sauf qu’il est organiste et maître de chœur de la cathédrale Saint-Étienne de Toulouse au début du XVIIIe siècle
Une rue de Toulouse a été nommée en l’honneur de ce musicien.

## Œuvres
Il est connu par un manuscrit de 134 pages intitulé « Petites Pièces d’orgue de M. Lanes » (1710-1722), comportant 90 pièces anonymes pour l'orgue, et des pièces de clavecin de François Couperin (Le Rossignol en amour, Double du Rossignol en amour, Fanfare pour la suite de Diane, La Voluptueuse), conservé à la Bibliothèque du Conservatoire municipal de Toulouse (Res. Mus. Cons. 943).
Certaines pièces comme la Gavote, le Rondeau, La Piémontoise (rondeau double), et la Sonate en sol majeur sont vraisemblablement destinées au clavecin.

### Réédition moderne
- Petites pièces d’orgue de Mathieu Lanes, éd. Norbert Dufourcq, Roger Hugon, Janine Alaux et Roberte Machard. Paris : Société française de musicologie, Heugel, 1970. - XVII-91 p.

## Discographie
- France Orgue discographie par Alain Cartayrade.